# CFM International

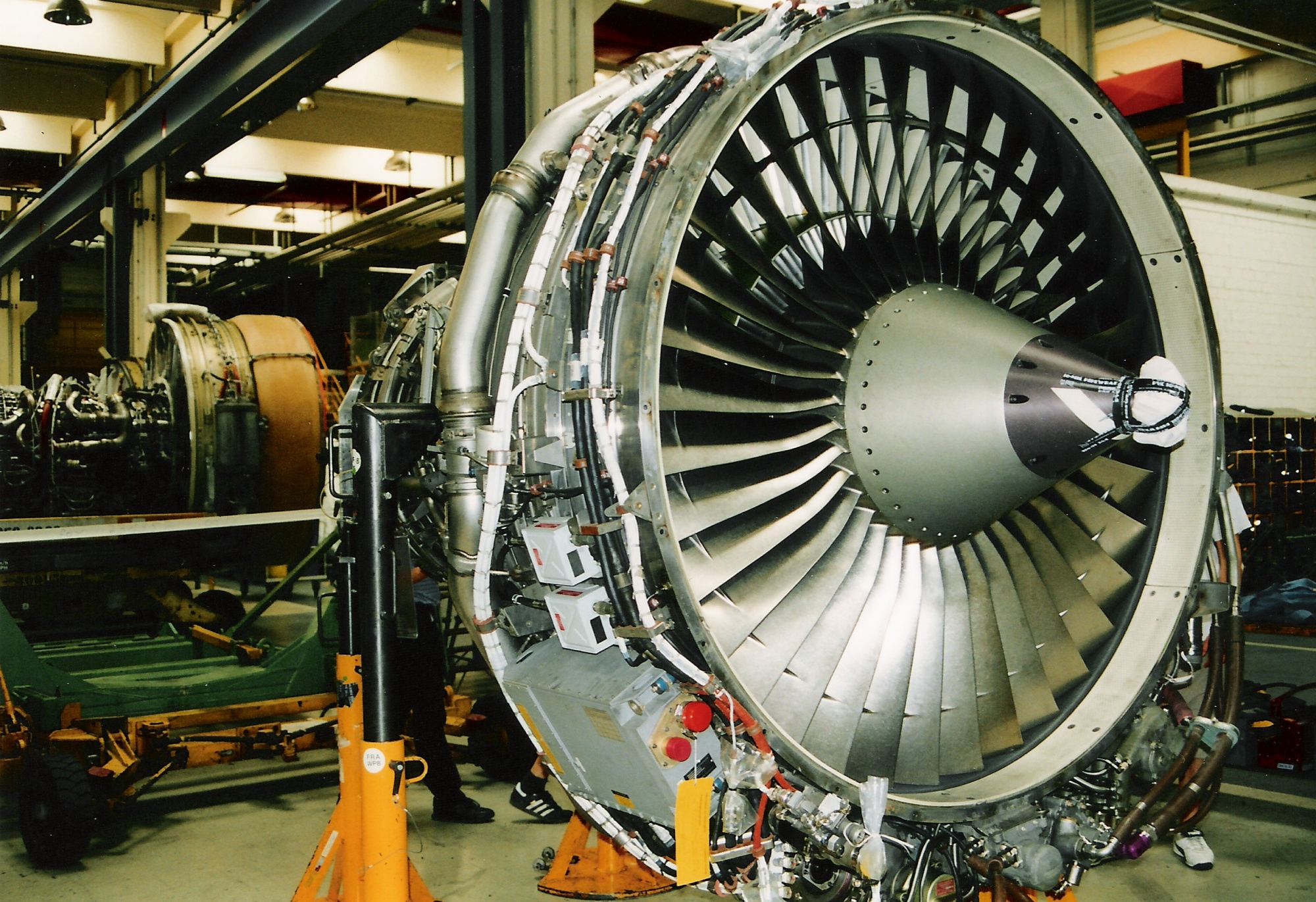
Motor CFM56

CFM International je joint venture mezi GE Aviation z USA a SNECMA Moteurs z Francie. Jediným účelem této joint venture je výroba a podpora proudových motorů série CFM56.
Název CFM56 je odvozen od názvů sérií motorů obou výrobců – CF6 od General Electric a M56 od Snecmy.

## Výrobní místa
Společnost vyrábí v 10 hlavních továrnách.
General Electric:
- Evendale, Ohio – hlavní sídlo, kromě něj i provozy v Peebles, Rutland, Hooksett a Lynn.
- Durham, Severní Karolína: konečná montáž, zkoušky a testy. Další provozy Wilmington, Greenville, Auburn, Ellisville
- Victorville, Kalifornie: letové testy
- Regensburg, Německo: součástky z titanu

Safran-Snecma:
- Liers, Belgie
- Villaroche (a další), Francie: konečná montáž, testy, částečně ve spolupráci se společnosti Sagem a Hispano-Suiza
- Bengalúru, Indie
- Su-čou, Čínská lidová republika
- Querétaro, Mexiko

Kromě toho obě firmy spolupracují v továrně FAMAT v Saint-Nazaire.